# تويستد ميتال 4
تويستد ميتال 4 (بالإنجليزية:Twisted Metal 4) ، هي لعبة فيديو من نوع حرب المركبات ، أنتجت من قبل شركة ستوديوز 989 سنة 1999م.

## قصة اللعبة
تبدأ القصة حول مهرج عاش في عقد 1900م ، وهو يحلم بأن يكون مقاتلا محترفا وحقق حلم المهرج بأنه أصبح مقاتلا شرسا ومهوساً ، ويريد أن ينقلب على استاذه كلبسوه الذي علمه القتال واعطاه القدرة التطويرية ، فتوعد كلبسو بالإنتقام من المهرج.

## وصلات خارجية
- تويستد ميتال 4 على موبي غيمز